# Pecorino d'Abruzzo
Il pecorino d'Abruzzo è un formaggio fatto con il latte intero crudo di pecora, e caglio di origine animale e sale. Viene consumato stagionato, sia crudo, che grattugiato sulla pasta. Le zone di produzione sono tutte quelle vicino alle zone della transumanza. La grandezza di una forma, varia da 1 a 3 kg. Fa parte dei Prodotti agroalimentari tradizionali abruzzesi.

## Storia[1]
È un formaggio legato alla storia della transumanza fra la Puglia e l'Abruzzo, fino a 50 anni fa era l'alimento base dei pastori che si spostavano seguendo il ciclo delle stagioni e scegliendo pascoli sempre diversi, i quali caratterizzavano l'alimentazione delle pecore.